# Biemna strongylota
Biemna strongylota är en svampdjursart som beskrevs av Rios och Cristobo 2006. Biemna strongylota ingår i släktet Biemna och familjen Desmacellidae. Inga underarter finns listade i Catalogue of Life.